# Kandi Burruss
Kandi Leniece Burruss–Tucker (College Park, 17 de maio de 1976) é uma cantora, atriz e produtora musical americana. Ela é uma ex-membro do grupo Xscape. Ela é uma estrela corrente no reality show da Bravo, The Real Housewives of Atlanta desde a segunda temporada premiere em 30 julho de 2009. Burruss casou-se com Todd Tucker em abril de 2014.

## Biografia
Burruss nasceu em College Park, Georgia, a filha do Reverendo Titus Burruss Jr. e Joyce Jones. Ela teve um irmãos mais velho, Patrick Riley, quem morreu em 1991 numa colisão de carros aos 22 anos de idade.
Burruss estudou na Tri-Cities High School em East Point, Georgia, graduando-se em 1994. Ela apareceu pela primeira vez foi na série da BET, Teen Summit, com 15 anos.

## Carreira

### Composição
Após o dissolução do Xscape, Burruss focou na produção e na composição. Em 1999, Burruss fez parceria com o groupmate Tameka "Tiny" Cottle que alcançou internacionalmente o número um com o hit "No Scrubs" para o TLC. Naquele mesmo ano, Burruss escreveu outra canção, "Bills, Bills, Bills" para o Destiny's Child. Burruss iria continuar a trabalhar com Pink por co-escrever o single de estreia dela "There You Go."
Burruss foi a primeira mulher afro-americana a ganhar o prêmio de Compositor do Ano da American Society of Composers, Authors and Publishers em 2000. Este prêmio, na categoria Rhythm & Soul, foi dado pelos créditos dela em ter escrito músicas como "Bills, Bills, Bills"  da Destiny's Child e do TLC, "No Scrubs"
Burruss reescreveu e foi produtora-executiva da canção "Tardy for the Party" para o reality show Real Housewives of Atlanta dela co-estrelando Kim Zolciak.

### Kandi Koatede reality show
Burruss se juntou com a rapper feminina de Atlanta, Rasheeda para formar o duo Peach Candy.
Em março de 2009, a Entertainment Weekly reportou que Burruss iria substituir DeShawn Snow na segunda temporada de The Real Housewives of Atlanta.
Ela também anunciou o segundo álbum dela, originalmente intitulado "B.L.O.G.". O EP de estreia dela, o Fly Above EP, foi lançado em 29 de outubro de 2009. Por dezembro de 2009, Burruss anunciou que ela assinou um acordo com Asylum Records depois do contrato dela com a Capitol Records venceu. O segundo álbum dela,  Kandi Koated, foi lançado em dezembro de 2010.
Burruss fez aparições cameo em séries tais como Single Ladies, [[:en:Thicker Than Water: The Tankards|Thicker Than Water: The Tankards, Chef Roblé & Co., e Let's Stay Together. Ela recebeu vários de séries spin-off próprios dela, incluindo The Kandi Factory, [[:en:Kandi's Wedding|Kandi's Wedding e Kandi's Ski Trip.
Burruss também é dona duma empresa de brinquedos sexuais chamada Bedroom Kandi.

## Vida pessoal
Burruss e seu ex-namorado, Russell "Block" Spencer da Block Entertainment, tiveram uma filha chamada Riley Burruss em 22 de agosto de 2002.
Mas tarde em 2008, Burruss começou um relacionamento com Ashley "A.J." Jewell e depois de vários meses, o casal veio a noivar em janeiro de 2009. No entanto em 22 de outubro de 2009, depois de ter ferimentos na cabeça por causa duma briga, Jewell morreu.
Burruss e quatro amigos começaram uma web série de "sexo e relacionamento" no Ustream, Kandi Koated Nights. O programa começou na televisão em 2011.
Em 15 de janeiro de 2013, Burruss anunciou via Twitter que ela ficou noiva de Todd Tucker, um antigo produtor técnico do The Real Housewives of Atlanta, quem ela teve um relacionamento desde 2011 enquanto filmava a quarta temporada. Em 4 de abril de 2014, o casal se casou. Em 25 de julho de 2015, eles anunciaram que eles estão esperando a primeira criança deles juntos. Em 6 de janeiro de 2016 o canal deu as boas-vindas a um menino, Ace Wells Tucker.

## Discografia
- 2000: Hey Kandi...
- 2010: Kandi Koated